# Косаново
Косаново (укр. Косанове) — село на Украине, находится в Гайсинском районе Винницкой области.
Код КОАТУУ — 0520885206. Население по переписи 2001 года составляет 523 человека. Почтовый индекс — 23711. Телефонный код — 4334.
Занимает площадь 1,614 км².

## Известные уроженцы
- Гулеватый, Трофим Ерёмович — Герой Советского Союза.

## Адрес местного совета
23710, Винницкая область, Гайсинский р-н, с.Носовцы, ул.Ставкова, 5